# 永瀨貴規
永瀬貴規（日语：／ Nagase Takanori，1993年10月14日—）生於長崎縣長崎市，是一名日本柔道運動員，所屬俱樂部是旭化成。他曾獲得2016年夏季奧林匹克運動會男子81公斤級柔道比賽銅牌，與2020年、2024年男子81公斤級柔道比賽的奧運金牌。

## 外部連結
- JudoInside.com （页面存档备份，存于）
- 永瀨貴規的X（前Twitter）